# James Ensor
James Sidney Edouard, Baron Ensor, född den 13 april 1860 i Oostende, Belgien, död den 19 november 1949 i Oostende, var en belgisk målare och grafiker. 

## Biografi
James Ensor föddes i Oostende av en engelsk far och en flamländsk mor. Han fick sin konstnärliga utbildning vid akademin i Bryssel. Hans målningar negligerades dock av de flesta konstkritiker, och det var inte förrän på 1920-talet som Ensor fick ett allmänt erkännande. 1930 gjordes han till baron. 
Ensor började med att utföra mörka interiörer, porträtt samt ett flertal stilleben. Under slutet av 1880-talet förändrades Ensors stil och han framställde makabra och bisarra karnevalsbilder med skelett och maskerade frossare. I dessa målningar kan man se inspiration från bland andra Bosch, Bruegel d.ä. och Goya. Den mest ryktbara målningen är ”Kristi intåg i Bryssel 1889” från 1888.
En etsning med samma titel från 1898 beslagtogs av propagandaministeriet i Nazityskland som Entartete Kunst på Kunsthalle Mannheim i slutet av augusti 1937. Detta grafiska blad fanns därefter i Schloss Schönhausens värdedepå fram till 1939, då en viss Emanuel Fohn i Rom bytte till sig det mot okänt vad. Ensors oljemålning Die Masken und der Tod / Maskerna och döden hade konfiskerats på samma museum redan i början av juli. Denna målning hade visats på den nazistiskt arrangerade utställningen "Kulturbolschewistische Bilder" våren 1933, strax efter maktövertagandet. Nu skulle den även visas på smädeutställningen "Entartete Kunst" i Münchens Hofgartenarkad parallellt med den nationalsocialistiska Große Deutsche Kunstausstellung. Därefter förvarades den i slottet Schönhausens gömmor fram till sommaren 1939, då den såldes på auktionen "Målningar och skulpturer av moderna mästare från tyska museer" i Luzern. Den ropades in för 6800 Sfr av Musée d’Art moderne et d’Art contemporain i Liège. 
James Ensor räknas till de största inom det moderna belgiska måleriet. Dröm och verklighet, hallucinationer och iakttagelser flätas samman i hans märkliga ångestfyllda målningar, där tingens och människans rätta jag döljer sig bakom groteska masker. Den högt uppdrivna och brett pålagda färgen förstärker den gåtfulla stämningen.

## Galleri

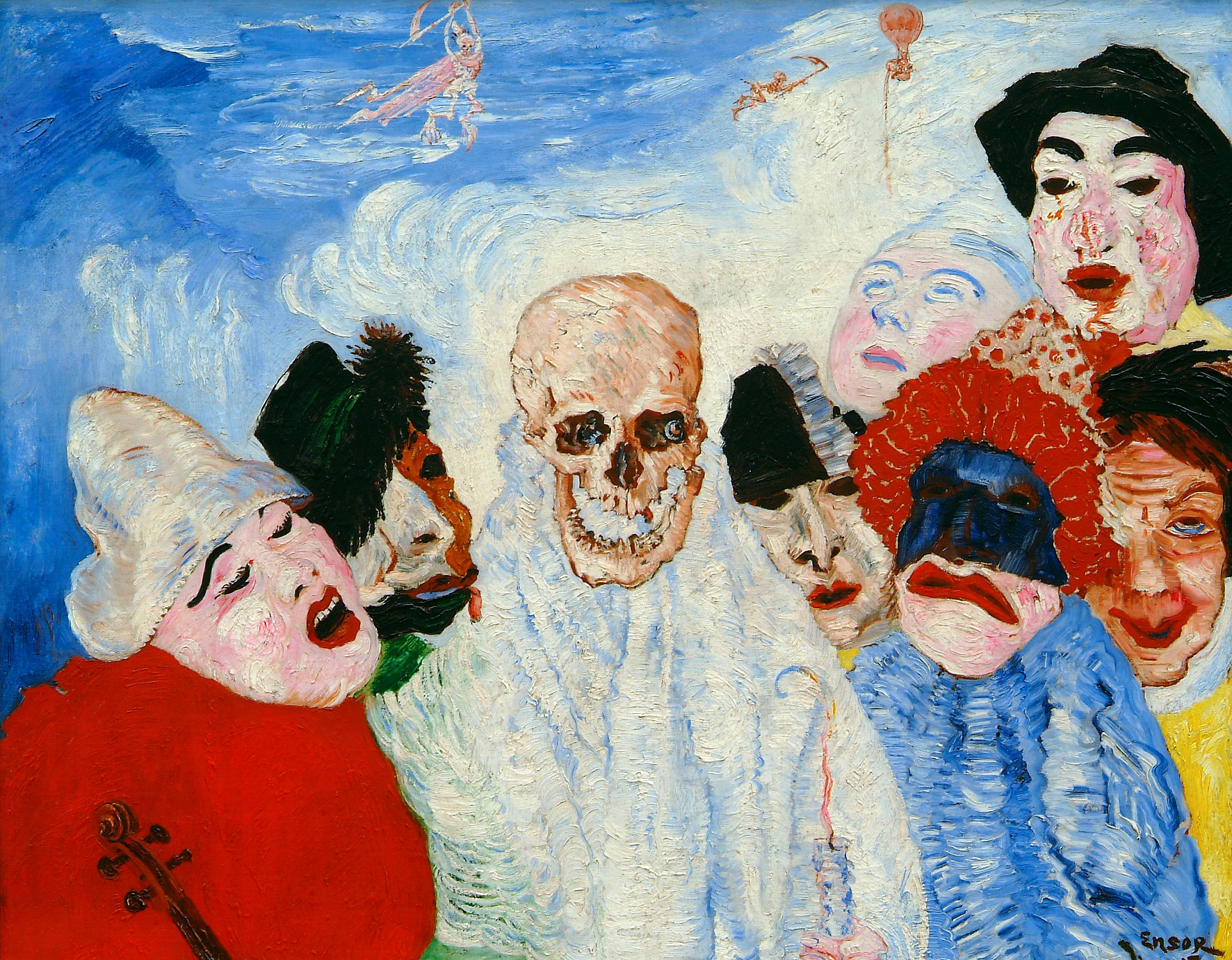
La mort et les masques / Döden och maskerna (1897), olja på duk, 79x100cm. Beslagtagen på Kunsthalle Mannheim 8 juli 1937, visad på Entartete Kunst-utställningen i München samma månad. Inropad 1939 på auktion i Luzern av Musée d’Art moderne et d’Art contemporain i Liège.
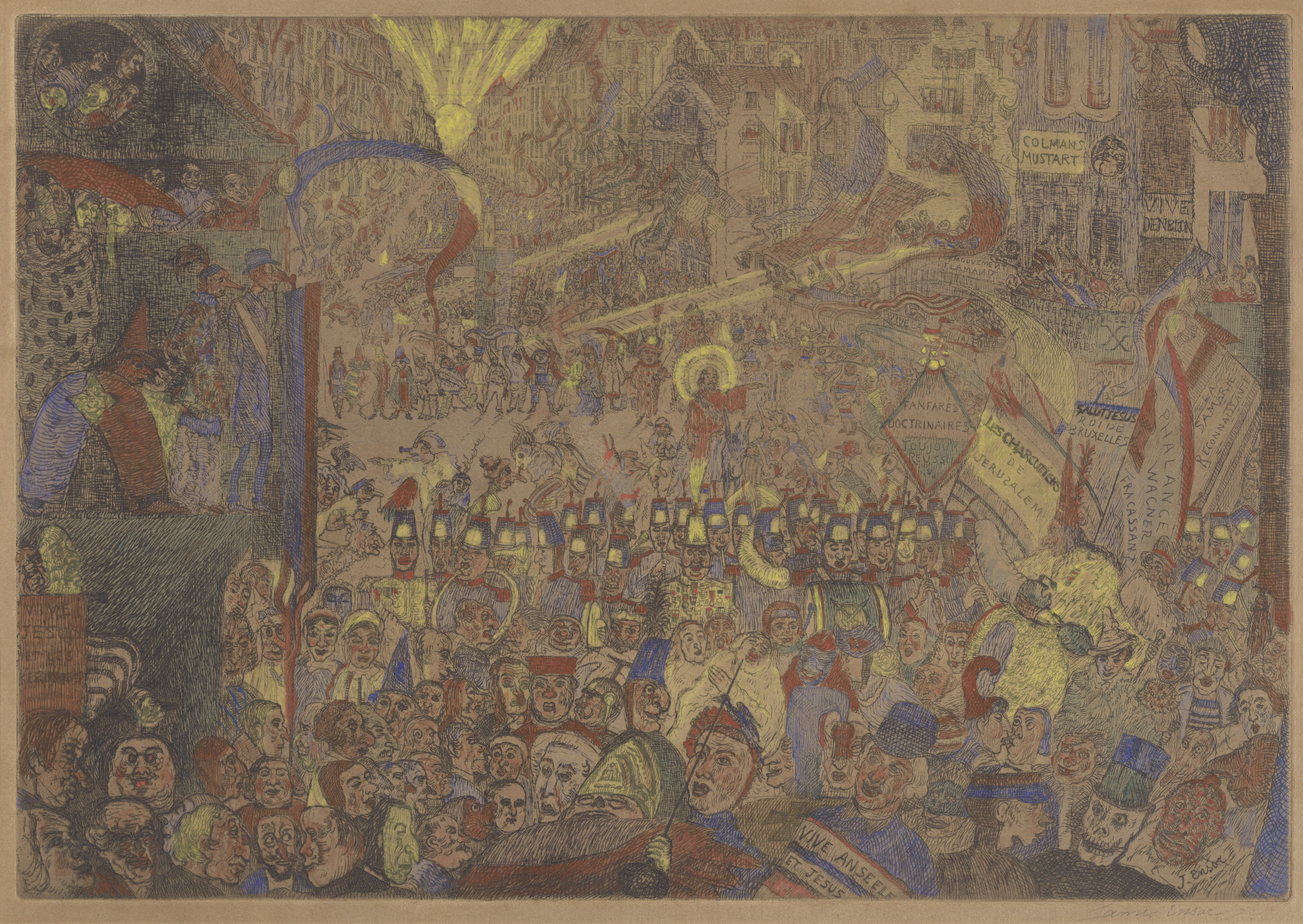
De intocht van Christus te Brussel / Kristi intåg i Bryssel (1898), etsning, 25x36cm, beslagtagen på Kunsthalle Mannheim i augusti 1937, och bytt 1939 mot okänt vad. Privat ägo i Rom.

## Övrigt
Asteroiden 2819 Ensor är uppkallad efter honom.